# Differensoperator
Inom matematiken är en differensoperator en operator som avbildar en funktion {\displaystyle f(x)} till en annan funktion {\displaystyle f(x+a)-f(x+b)}.
De två enklaste differensoperatorerna är framåtdifferensoperatorn:
{\displaystyle \Delta f(x)=f(x+1)-f(x)\,}
och bakåtdifferensoperatorn:
{\displaystyle \nabla f(x)=f(x)-f(x-1)}.
Framåtdifferensoperatorn spelar inom diskret matematik en liknande roll som derivatan spelar inom kontinuerlig matematik. Differensekvationer kan med differensoperatorn ofta lösas på ett liknande sätt som differentialekvationer löses med differentialoperatorn.

## Räkneregler
För både {\displaystyle \Delta \,} och {\displaystyle \nabla } gäller att:
- Om {\displaystyle c} är konstant är:

{\displaystyle \Delta c=0}
- Linjäritet, för funktioner {\displaystyle f,g} och konstanter {\displaystyle a,b}:

{\displaystyle \Delta (af+bg)=a\Delta f+b\Delta g\,}
Följande regler är olika för {\displaystyle \Delta \,} och {\displaystyle \nabla \,}:
- Produktregel:

{\displaystyle \Delta (fg)=f\Delta g+g\Delta f+\Delta f\Delta g\,}
{\displaystyle \nabla (fg)=f\nabla g+g\nabla f-\nabla f\nabla g}
- Kvotregel:

{\displaystyle \triangle \left({\frac {f}{g}}\right)={\frac {g\,\triangle f-f\,\triangle g}{g\cdot (g+\triangle g)}}}
{\displaystyle \nabla \left({\frac {f}{g}}\right)={\frac {g\,\nabla f-f\,\nabla g}{g\cdot (g-\nabla g)}}}
- Summering:

{\displaystyle \sum _{k=a}^{b}\Delta f(k)=f(b+1)-f(a)}
{\displaystyle \sum _{k=a}^{b}\nabla f(k)=f(b)-f(a-1)}
Detta göra att summeringar av funktioner {\displaystyle f} där man vet att {\displaystyle \Delta g=f} blir väldigt enkla. Likheter kan ses med integraler, om {\displaystyle F(x)} är en primitiv funktion fill {\displaystyle f(x)}:
{\displaystyle \int _{a}^{b}f(x)\,dx=F(b)-F(a)}

## Exempel
En fallande potens av ett tal {\displaystyle x} är ett tal sådant att:
{\displaystyle x^{\underline {m}}=x(x-1)...(x-m+1)}
Fallande potenser har väldigt enkla differenser:
{\displaystyle \Delta (x^{\underline {m}})=(x+1)^{\underline {m}}-x^{\underline {m}}=(x+1)x(x-1)...(x-m+2)-x(x-1)...(x-m+1)=}
{\displaystyle =x(x-1)...(x-m+2)(x+1-(x-m+1))=mx(x-1)...(x-m+2)=mx^{\underline {m-1}}}
Dvs, kort uttryckt:
{\displaystyle \Delta (x^{\underline {m}})=mx^{\underline {m-1}}}.